# جرن المسقف (المخادر)

تعديل مصدري - تعديل

جرن المسقف محلة تابعة لقرية المشماس، التابعة لعزلة بني سرحة بمديرية المخادر إحدى مديريات محافظة إب في الجمهورية اليمنية، بلغ تعداد سكانها 36 حسب تعداد اليمن لعام 2004.